# Luciana Reali
Luciana Reali (Venezia, 4 marzo 1936 – Padova, 4 aprile 1981) è stata una ginnasta italiana.

## Biografia
Nata a Venezia nel 1936, a 16 anni partecipò ai Giochi olimpici di Helsinki 1952, in tutte e sette le gare: chiuse sesta nel concorso a squadre con 494,74 punti, 10ª negli attrezzi a squadre con 68,20, 45ª nel concorso individuale con 70,62, 35ª al corpo libero con 17,93, 41ª alle parallele asimmetriche con 17,70, 84ª alla trave con 16,89 e 41ª nel volteggio con 18,10.
Nel 1954 prese parte ai Mondiali italiani di Roma, dove si piazzò quinta nel concorso a squadre e 21ª, con 71,650 punti, nel concorso individuale.
Due anni dopo, a 20 anni, partecipò di nuovo alle Olimpiadi, quelle di Melbourne 1956, ancora in tutti e sette gli eventi: chiuse settima nel concorso a squadre, con 428,654 punti, ottava negli attrezzi a squadre con 72,800, 37ª nel concorso individuale con 70,933, 56ª al corpo libero con 17,466, 33ª alle parallele asimmetriche con 17,866, 41ª alla trave con 17,400 e 20ª nel volteggio con 18,200.
Morì nel 1981, a soli 45 anni.